# Dragan Holcer
Dragan Holcer (Zwiesel kod Berggießhübela, Saska, Njemačka, 19. siječnja 1945. - Split, 23. rujna 2015.), bio je hrvatski nogometaš.

## Igračka karijera

### Klupska karijera

#### Rani život i FK Radnički Niš
Dragan Holcer rodom je iz slovensko-talijanske-austrijske obitelji. Rođen je u mjesnoj bolnici u Zwieselu 19. siječnja 1945. godine. Majka mu je trudna odvedena, zajedno s tri kćerke, u njemački koncentracijski logor u Zwieselu, gdje je Holcer dočekao oslobođenje kao tromjesečna beba. Kao dječak bio je svestrani športaš, ali najmanje nogometaš. Najviše je volio rukomet, te je pukim slučajem zaigrao nogomet nakon što se odazvao na poziv da zaigra među tridesetak mladića na "dva mala" u sklopu probe za niški Radnički. Prošla su samo dvojica, među njima i Holcer. Debitirao je pogotkom protiv Sarajeva, u Sarajevu. Igrao je prvo kao desno ili lijevo krilo dok nije postavljen na urođenu mu poziciju stopera. Borben i požrtvovan, iznimno atletski građen i sjajan u skoku, nekoliko je vrlo uspješnih godina proveo u Radničkom zasluživši ondje i poziv u jugoslavensku reprezentaciju. Zvali su ga iz beogradske Crvene zvezde kamo ga je Zvezdina filijala, Radnički, i mislio poslati. Međutim, na spretnu intervenciju predsjednika bilih Tita Kirigina Holcer je završio u redovima Hajduka na oduševljenje pristaša splitskog kluba. Transfer je to koji je tada imao veliku težinu.

#### HNK Hajduk
Bio je dirigent obrane Hajduka tijekom 7 godina u kojima bilježi 3 naslova prvaka i 3 kupa, uz nezaboravnu 1971. godinu kada Hajduk postaje prvakom nakon 16 godina čekanja, pri čemu se pamti famozni doček igrača u Splitu nakon pobjede 4:3 u Beogradu protiv Partizana. Kao jedini standardni reprezentativac, najbolji igrač i kapetan momčadi u svoje je vrijeme bio iznimno cijenjen i izvan Splita.
Osmu ga je sezonu u Hajduku zadesila ozljeda, slična onoj koja je prekinula karijeru velikog potencijala Marina Lemešića, međutim, Holcer se odlučio dulje odmarati kako liječnici ne bi na njemu ponovili pogrešku kao s Lemešićem, te se oporavio i igrao još do 37. godine života. Ta je ozljeda navela legendarnog Hajdukovog trenera Tomislava Ivića da ga otpiše tvrdeći da ovaj neće više ni hodati, a kamoli igrati. Ipak, neprijelazni libero nastavio je karijeru u njemačkom drugoligašu Stuttgartu.
Statistika u Hajduku
| Natjecanje        | Nastupi | Zgoditci |
| ----------------- | ------- | -------- |
| Prvenstvo         | 214     | 0        |
| Kup               | 22      | 0        |
| Superkup          | 0       | 0        |
| Međunarodne       | 19      | 0        |
| Splitski podsavez | 0       | 0        |
| Ukupno            | 255     | 0        |
| Prijateljske      | 164     | 9        |
| Sveukupno         | 419     | 9        |

#### VfB Stuttgart i Schalke 04
Nakon splitskoga Hajduka igrao je u Njemačkoj 7 sezona. U Stuttgartu je bio i kapetan (4 godine) te klub dovodi do prve lige pomažući razvoju mladih Hoenessa, Müllera i braće Bernda i Karl Heinza Forstera. Posljednju je godinu u Njemačkoj odigrao je za Schalke 04.

### Reprezentativna karijera
U reprezentaciji Jugoslavije igrao je od 1965. do 1974. godine. U tom je razdoblju 1968. godine postao doprvak Europe nakon poraza od Talijana u završnici EP 1968. u Italiji. Debitirao je 19. rujna 1965. godine u kvalifikacijskoj utakmici za svjetsko prvenstvo protiv Luksemburga (2:5), u Luxembourgu, a posljednji puta za reprezentaciju Jugoslavije igrao je 17. travnja 1974. godine, u Zenici, u prijateljskoj utakmici protiv Sovjetskoga Saveza (0:1).

## Nogometno-administrativna karijera u Hajduku
Nakon igračke karijere bio je članom uprave i predsjednikom omladinske komisije do 1986. godine. 
Dugo nakon toga bio je, kratko vrijeme, u 2000. godini, zajedno sa Šimom Luketinom i Antom Žajom članom kriznoga trija koji je vodio klub između dviju skupština. U tome razdoblju, u svibnju 2000. godine, Hajduk je osvojio hrvatski kup. Po dolasku Branka Grgića otišao je.

## Priznanja

### Individualna
- Izabran za najboljega igrača u prvenstvenoj sezoni 1967./68.
- Dobitnikom je Hajdukova priznanja Zlatne kapetanske trake.

### Klupska
Hajduk Split
- Prvenstvo Jugoslavije u nogometu (3) : 1970./71., 1973./74., 1974./75.
- Kup maršala Tita (3): 1972., 1973., 1974.

### Reprezentativna
Jugoslavija
- EP 1968. - Srebro